# Олекса Манн
Оле́кса Манн ( 19 січня 1978) — український художник, есеїст, арт-куратор, артдиректор, ілюстратор. Один з найвідоміших сучасних українських художників.

## Життєпис
Дитинство минуло в Алжирі, оскільки батько, український професор-фізик, викладав у тамтешньому університеті. Мати — журналістка. Там же, у місті Аннаба, пішов у школу.
Під час ісламської революції і через криваві подіі, які її супроводжували, родині прийшлось терміново евакуюватись з Алжиру.
Довчився вже у Дніпрі, у школі №23, з поглибленим вивчанням математики. Паралельно займався у Дніпропетровської дитячій художній школі №1, в яку, через високий рівень здібностей відмічений викладачами, був зарахований одразу в другий клас і згодом з третього класу одразу переведений у випускний-пʼятий.
Згодом тривалий час мешкав у Дніпропетровську, де закінчив Дніпропетровське художнє училище імені Євгена Вучетича, відділення живопису з червоним дипломом, та у Львові, де закінчив академію мистецтв, відділення монументального живопису. Навчався в майстерні монументального мистецтва у професора Альфреда Максименко.
У 2000 році бере участь в Міжнародному бієнале сучасного мистецтва «Срібний квадрат», з виставками в Польщі, Угорщині, Словаччині і Україні.
З 2003 року мешкає у Києві. Тривалий час, по закінченню академії, працював арт-директором і креативним директором в міжнародних і локальних креативних агенціях.
Автор проєктів «Зомбіленд», «Нова антропологія», «Бестіарій», «Викликай Бога революції», «Нове середньовіччя», «Чорний період», «Мотиви для трілеру», «Кодекс». Невербальний концептуальний роман «Кодекс» створений більш ніж з 500 графічних листів. Це багатошаровий графічний епос, який відображає навколишнє життя і сучасність та має безліч посилань в історію людства і історію мистецтва.
Для мультемедійного проекту Олекси Манна «Чорний період» музичний дует Ptakh Jung виконав аудіоінсталяцію і музичний супровід, який згодом став заголовним треком їх першого студійного альбому «Black Period».
Резидент проєкту «Жлоб Арт». Один з авторів «Жлобології», виданої у 2013 році.
Колишній член анархічного Союзу вільних художників «Воля або смерть».
Співзасновник контркультурного арт-угрупування «Бактерія». Прокуратор галереї «Бактерії». Автор маніфесту «Бактерії». Займався кураторською діяльністю цієї підпільної галереї, з 2012 по 2015 рік. Курував проектом «Бактерія» на Одеському бієнале сучасного мистецтва у 2013 році. 
З самого початку брав активну участь у київському Майдані 2013—2014 років і подіях Революції Гідності, був один з самих яскравих його рупорів у пресі, на телебаченні і соціальних мережах. Автор багатьох гасел революції і різноманітних статей.
Був одним з засновників і активних учасників «Містецького Барбакану», що виник як майданчик для контркультурного і анархічного спротиву під час Революції Гідності. У 2015 році видавництво «Люта справа» видало антологію творчого спротиву «Барбакан. Трикутник 92».
Резидент проєкту «BIRUCHIY contemporary art project».
У 2014 році був авторм ідеї і кураторм мультімедійного проекту «Агресія: прикордонна територія» і декількох проектів в Інституті проблем сучасного мистецтва Національної академії мистецтв України.
У червні 2016 року в Києві відкрився спільний проєкт Олекси Манна й американського митця Зіо Зіґлера під назвою «Деформація».
Виставляється з 1997 року. Учасник більше сотні виставок в Україні й за кордоном. Роботи є у приватних колекціях в Україні, Австрії, Росії, Франції, Німеччині, Японії, США та Канаді.
Також роботи знаходяться у музейних зібраннях. В колекції Одеського художнього музею і Національного музею Революції Гідності.
З 2023 року є членом Комітету з Національної премії України імені Тараса Шевченка.
Автор абсурдистського провокаційного поекту «10 причин встановити у Києві памʼятник барону Енгельгардту» (2012 рік). З цього приводу, в рамках проекту, був написаний відкритий лист тогочасному міністру культури, що спричинило суспільну дискусію і публікації в пресі.
У 2015 році перший запропонував перейменувати міжнародний аеропорт Бориспіль в аеропорт імені Казимира Малевича. Ця ідея була підхоплена культурологічною спільнотою і, згодом, пресою, що вилилось в кількарічні дебати з цього приводу і масу статей в засобах масової інформації. Ці дебати тривають і надалі.
У 2018 році стаття присвячена творчості Олекси Манна в культовому і найвідомішому французькому журналі по сучасному мистецтву “HEY!” сприяла формуванню відомого міжнародного імені художника і спричинила низку професійних публікацій і успішних виставок в Західній Європі. 
Резидент журналу “HEY!”
Відкрив, як для істориків мистецтва, так і для широкого загалу, повністю забутого в Україні, одного з засновників світового абстракціонізму Еміля Ланера (1893-1980), французького художника німецького походження, представника Паризької школи, який народився і тривалий час мешкав на Закарпатті. Для популяризації його імені написав історичну розвідку, надруковану згодом не тільки українською, а також англійською і угорською мовами.
Автор терміна «пушкіністи», яким перший запропонував називати російських загарбників після повномасштабного вторгнення Росії в Україну, у 2022 році. Який моментально розповсюдився, мемізувався і пішов «в нарід». Термін «пушкіністи» тепер використовується масово, від армії і політикума, до журналістів і блогерів. Термін народився, як гротескна реакція, під час тотального бану в соціальних мережах образливих, як здавалось загарбникам, еквівалентів слову «росіяни» і масового переосмислення впливу імперської і тоталітарної російської культури, маркером якої є безкінечні памʼятники і погруддя Пушкіну, наставлені по всій Україні, від мегаполісів до маленьких сіл. 
Роботи Олекси Манна діляться на яскраво виражені періоди, які можуть суттєво стилістично відрізнятись один від одного, маючи широкий метамодерністичний діапазон, але в них завжди прослідковується впізнаваність і оригінальний власний почерк художника. Розпрацював власну, притаманну тільки йому, стилістику урбан-арту. 
Працює також в широкому діапазоні в напрямках повʼязаних з сучасним фігуративним мистецтвом, від неоекспресіонізму, реалізму, магічного реалізму, пост-сюрреалізму до нефігуративного мистецтва і пост-концептуалізму. Автор об'єктів і інсталяцій. Іноді використовує фотографію.
Зробив ілюстрації до низки книг українських і закордонних поетів і письменників.
У 2014 році відомий франко-німецький некомерційний телеканал присвячений культурі і мистецтву ARTE (Association Relative à la Télévision) зняв фільм про Олексу Манна, як про одного з самих відомих у світі українських художників свого покоління.
Роботи і статті про Олексу Манна опубліковані в енциклопедії сучасного мистецтва, в двотомнику «25 років присутності» і тритомнику «35 років присутності», видавництва ArtHuss. А також в антології Стефана Бланше у Парижі, Франція. Видавництвом ArtHuss у 2018 році виданий каталог «Чорний період».
Ще в часи навчання в академії мистецтв, у Львові початку 2000-х років, брав участь у самвидавному журналі «Львівське метро».
У 2014-2016 році видавав самвидавний журнал «Чиношник» в Ужгороді, який зафіксував мистецько-літературний андеграунд міста того часу.

### Виставки
- 2022- «Проект Ukraine», Лондон,
- 2021- Барбакан. Галерея протестного мистецтва, Київ,
- 2020- Галерея «Синій краб», Одеса
- 2019- “Exodus”, Музей історії міста Київ,
- 2019-“Grafika”, галерея Маяк, Київ,
- 2018- «Чорний період», мультидисциплінарний проект, Інститут досліджень проблем сучасного мистецтва, Київ,
- 2018- “Grafika”, галерея Маяк, Київ,
- 2018- «Неошаманізм, сила ритуалу», Бірючій Contemporary art, Запоріжжя,
- 2018- “Революціонуємо», Мистецький Арсенал, 2018,
- 2017 — «Народження трагедії з духу музики», Львів,
- 2017 — «Show Promis», Львів, Палац Мистецтв,
- 2017 — «Народження трагедії з духу музики», Kyiv Art Week,
- 2017 — «Портал», Київ
- 2016 — «Деформація», сумісно з Зіо Зіглером, (Сан-Франциско, США), Sky Art Foundation, Київ
- 2016 — «ERGO SUM», галерея «Дукат», Київ
- 2016 — А4, Кулькова ручка, Karas gallery, Київ
- 2016- Фестиваль сучасного мистецтва "Freiefest", 8 моїх робіт з проекта "Нова антропологія", Одеса,
- 2016 — «Книга», галерея «Коридор», Ужгород
- 2015 — «Межа довіри», ЄрміловЦентр, Харків
- 2015 — A4, Біенале сучасного мистецтва, Вільнюс, Літва
- 2015 — «ПРАКТИКА ВИДОЗМІН», Інститут проблем сучасного мистецтва, Київ
- 2015 — «Ukraine Extra Ordinaire», Slow Galerie, Париж, Франція
- 2015 — А4, Кулькова ручка, Karas gallery, Київ
- 2014 — «Агресія, прикордонна територія», ВДНГ, Київ
- 2014 — «ДОСВІД ЄДНАННЯ», фонд імені Фулбрайта, Чикаго, Вашигтон, США
- 2014 — «Площадь Свободы», ЄрміловЦентр, Харків
- 2014 — Biruchiy Contemporary Art Project, 32 Vozdvizhenka Arts House, Київ
- 2014 — «Я КРАПЛЯ В ОКЕАНІ», Künstlerhaus, Відень, Австрія
- 2014 — «ТЕОРІЯ ВІРОГІДНОСТІ», Інститут проблем сучасного мистецтва, Київ
- 2014 — «Майдан. (Р)Еволюція Духу», Український дім, Київ
- 2014 — «Stand with Ukraine», Gateway Art Center, Нью-Йорк, США
- 2014 — «ДОСВІД ЄДНАННЯ», виставкова зала фонду імені Фулбрайта, Київ
- 2014 — «Bakteria», Centre culturel ukrainien, Париж, Франція
- 2014 — «ГРОМАДЯНСЬКИЙ МІСТИЦИЗМ», Інститут проблем сучасного мистецтва, Київ
- 2013 — ГогольФест, Київ
- 2013 — «Бактерія», NT-Art gallery, ІІІ Одеська бієнале сучасного мистецтва
- 2013 — «ZombieLand», галерея «Бактерія», Київ
- 2013 — «Індустріальний едем», Інститут проблем сучасного мистецтва, Київ
- 2013 — «50», західноукраїнське сучасне мистецтво, Палац Любомирських, Львів
- 2013 — Kyiv contemporary art, проєкт «Жлоб-Арт», Мистецький Арсенал, Київ
- 2013 — «Одна з N», Detenpyla gallery, Львів
- 2012 — «12-12», Київ, Москва, Новосибірськ
- 2011 — Kyiv contemporary art, проєкт «Кінець епохі», Мистецький Арсенал, Київ
- 2011 — «Воля або Смерть», галерея Малого Мистецького Арсеналу, Київ
- 2011 — «Жлоб-Арт», Музей сучасного мистецтва, Київ
- 2010 — Українське молоде актуальне мистецтво. Музей Сучасного Мистецтва, Київ
- 2008 — «Ми не маргінали», Краків, Польща.
- 2004 — «Versus», будинок архітекторів, Київ
- 2002 — Арт-фестиваль «Молодість» Палац мистецтв, Львів, Український Дім, Київ.
- 2001 — 4-е міжнародно бієнале авангардного мистецтва «Срібний квадрат»
- Національний музей, Перемишль. Польща
- Національний музей, Дебрецен. Угорщина
- Національний музей, Кошіце. Словаччина
- Музей етнографії, Львів. Україна
- 1998 — Персональна виставка. Арт-клуб «Лялька». КМЦ «Дзига», Львів, Україна
- 1997 — Персональна виставка. Галерея «Яровіт», Львів, Україна[1]